# Heijunka
Heijunka (平準化) es una palabra japonesa que designa el alisamiento del programa de producción por el volumen y el mix de productos fabricados durante un tiempo dado.
Permite amortiguar las variaciones de la demanda comercial produciendo, por pequeños lotes, varios modelos diferentes en la misma línea de producción.
Con este sistema, los productos se fabrican directamente según las necesidades de los clientes.
La cartera de pedidos de un periodo dado se alisa para poder fabricar cada día la misma cantidad y el mismo mix de productos.
Al optimizar la repartición de las tareas y normalizándolas, Heijunka permite optimizar el uso de los recursos humanos disponibles y reducir los despilfarros (ver Lean Manufacturing).